# Sân bay Kudat
Sân bay Kudat (IATA: KUD, ICAO: WBKT) là một sân bay ở Kudat, một thị xã ở bang Sabah thuộc Malaysia.

## Các hãng hàng không và các tuyến điểm
- Malaysia Airlines[3]
  - MASwings (Kota Kinabalu, Sandakan)